# Moda na década de 1890

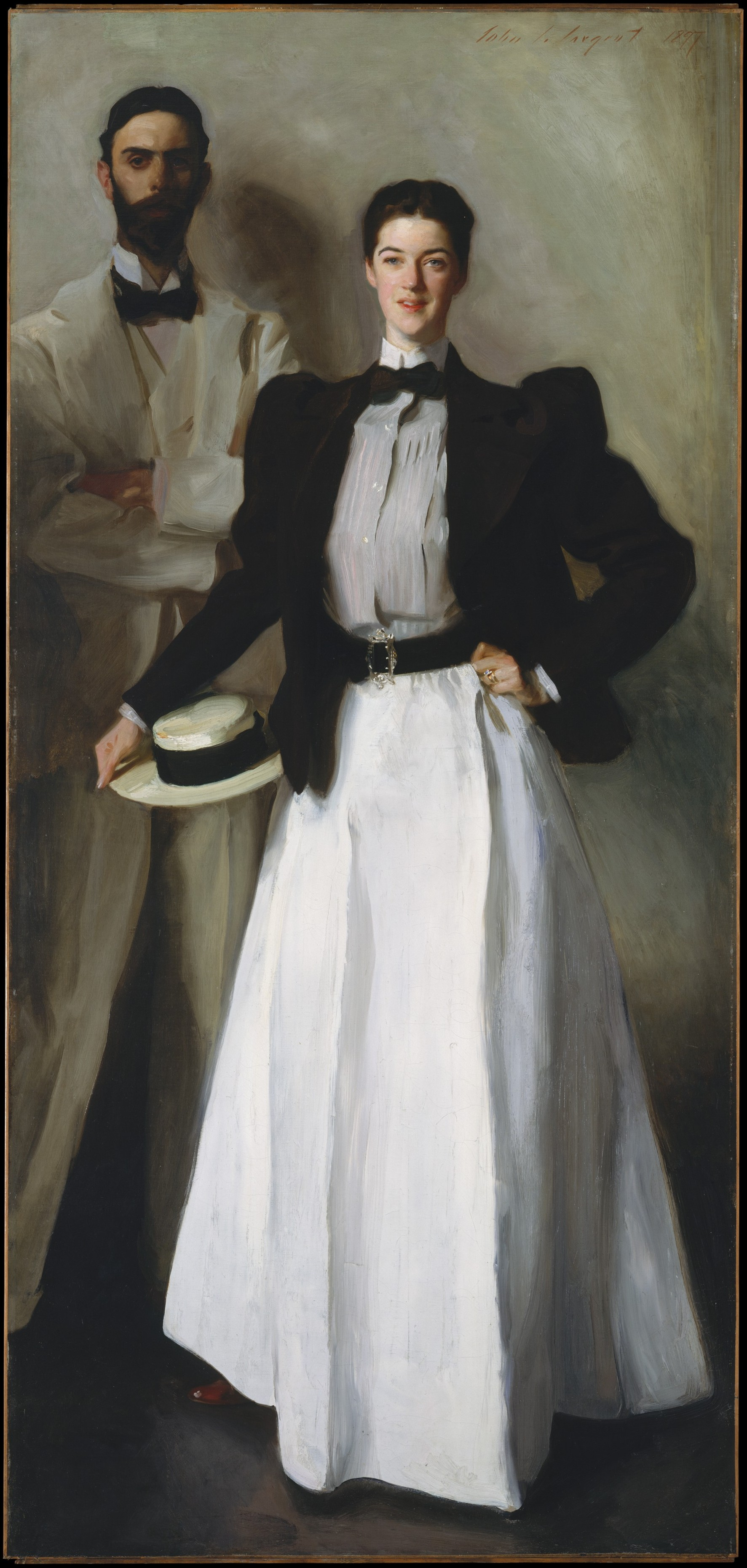
Americanos expatriados Sr. e Sra. Isaac Newton Phelps-Stokes na moda sob medida de 1897

A moda na década de 1890 em países europeus e com influência europeia é caracterizada por linhas longas e elegantes, golas altas e a ascensão de roupas esportivas. Foi uma era de grandes reformas no vestuário, liderada pela invenção da bicicleta de segurança com estrutura suspensa, que permitiu às mulheres andar de bicicleta com mais conforto e, portanto, criou a necessidade de roupas adequadas.
Outra grande influência na moda feminina dessa época, especialmente entre aquelas consideradas parte do movimento estético na América, foi o clima político e cultural.  Como as mulheres estavam assumindo um papel mais ativo em suas comunidades, no mundo político e na sociedade como um todo, suas roupas refletiam essa mudança.  Quanto mais liberdade para experimentar a vida fora de casa que as mulheres da Idade do Ouro adquiriam, mais liberdade de movimento era experimentada também na moda.  Como a ênfase no atletismo influenciou uma mudança nas roupas que permitiam a liberdade de movimento, a ênfase em papéis menos rígidos de gênero influenciou uma mudança na roupa que permitiu mais auto-expressão, e uma silhueta mais natural do corpo das mulheres foi revelada.  Os espartilhos foram ajustados em favor de saias e vestidos mais confortáveis e soltos que, antes que o movimento estético prevalecesse, não seriam aceitáveis em público.
A moda masculina, por um lado, passaria a ser mais ainda pacata e sem grandes reformas, e ênfase menor na silhueta, não tão marcada, apesar de influências artísticas e políticas da época, pode-se considerar similar as décadas anteriores e posteriores.